# Мідний колір
Мíдний кóлір - суміш червоного і коричневого кольору, що нагадує металеву мідь. Відноситься до коричневих відтінків. 
Перше зафіксоване використання назви кольору міді англійською мовою було в 1594 році.

## Відтінки
- Світло-мідний
- Темно-мідний
- Золотисто-мідний
- Мідно-коричневий
- Мідно-червоний

- Мідно-рудий

### Відтінки в колористиці
- Мідно-русий
- Карамельно-мідний
- Мідний блонд

## Мідний колір у природі

### Рослини
Restrepia cuprea - орхідея що поширена в Колумбії.

### Тварини
Мідянка звичайна
Австралійська мідянка чудова
Орангутани - точніше їх шерсть. Мають велике різноманіття відтінків.